# 2182 Semirot
A 2182 Semirot (ideiglenes jelöléssel 1953 FH1) a Naprendszer kisbolygóövében található aszteroida. Indianai Egyetem fedezte fel 1953. március 21-én.